# 米納蒂特蘭 (科利馬州)
米納蒂特蘭是墨西哥的城鎮，由科利馬州負責管轄，位於該國西部，始建於1991年2月26日，海拔高度740米，每年平均降雨量1,674毫米，主要經濟活動有農業和鐵礦，2010年人口4,257。

## 外部連結
- （西班牙文） Minatitlán, Colima Enciclopedia de los Municipios de México, INAFED
- （西班牙文） Ayuntamiento de Minatitlan, Colima, Mexico municipal government website.